# Richard Worsley (General)
Sir Richard Edward Worsley, GCB, OBE (* 29. Mai 1923 in Ballywalter, County Down, Irland; † 23. Februar 2013) war ein britischer Offizier der British Army, der unter anderem als Generalleutnant von 1976 bis 1978 Kommandierender General des I. Korps (I Corps) sowie als General zwischen 1979 und 1982 Generalquartiermeister des Heeres war.

## Leben
Richard Edward Worsley, Sohn von Herbert Henry Knight Worsley und Rose Austen, wurde nach dem Besuch des Radley College und einer Offiziersausbildung während des Zweiten Weltkrieges am 18. Juli 1942 als Leutnant (Second Lieutenant) in das Leichte Infanterieregiment Rifle Brigade (Prince Consort’s Own) übernommen. Nach verschiedenen Kriegseinsätzen wurde er nach Kriegsende am 15. März 1947 zum Oberleutnant (Lieutenant) befördert, wobei die Beförderung auf den 29. November 1945 zurückdatiert wurde. Nach zahlreichen weiteren Verwendungen als Offizier und Stabsoffizier war er von Juli 1963 bis Dezember 1965 als Oberstleutnant (Lieutenant-Colonel) Kommandeur (Commanding Officer) des zum Royal Armoured Corps gehörenden Schweren Kavallerieregiments 1st The Royal Dragoons. Zum 1. Januar 1964 wurde er als Officer des Order of the British Empire (OBE) ausgezeichnet. Am 20. Januar 1966 wurde er zum Oberst Colonel befördert, wobei diese Beförderung auf den 1. Juli 1965 zurückdatiert wurde.
Als Brigadier fungierte Worsley zunächst zwischen Januar 1966 und Dezember 1967 als Kommandeur der 7. Panzerbrigade (7th Armoured Brigade) sowie von April 1969 und Oktober 1970 als Adjutant und Quartiermeister der Landstreitkräfte im Fernen Osten (Adjutant/Quartermaster, Far East Land Forces), ehe er danach zwischen Oktober 1970 und November 1971 Chef des Stabes der Landstreitkräfte im Fernen Osten (Chief of Staff, Far East Land Forces) war. Als Generalmajor (Major-General) übernahm er zwischen Juni 1972 und Juni 1974 den Posten als Kommandeur der 3. Division (General Officer Commanding, 3rd Division) sowie anschließend von September 1974 bis zum 23. Februar 1976 als Vize-Generalquartiermeister (Vice-Quartermaster-General).
Im April 1976 löste Richard Worsley Generalleutnant Sir Jack Harman als Kommandierender General des I. Korps (General Officer Commanding-in-Chief, I Corps) ab und verblieb auf diesem Posten bis Juli 1978, woraufhin Generalleutnant Sir Peter Leng seine dortige Nachfolge antrat. In dieser Verwendung wurde er am 12. Juni 1976 zum Knight Commander des Order of the Bath (KCB) geschlagen und führte fortan den Namenszusatz „Sir“.
Zuletzt übernahm Sir Richard Worsley im März 1979 von General Sir Patrick Howard-Dobson die Funktion als Generalquartiermeister des Heeres (Quartermaster-General to the Forces) und hatte diese bis zu seinem Ausscheiden aus dem aktiven Militärdienst im März 1982 inne, woraufhin Generalleutnant Sir Paul Travers ihn ablöste. Am 13. Juli 1979 wurde er mit rückwirkender Wirkung zum 1. März 1979 zum General befördert. Er wurde am 31. Dezember 1981 zudem zum Knight Grand Cross des Order of the Bath (GCB) erhoben.
Nach seinem Eintritt in den Ruhestand war Worsley in der Privatwirtschaft tätig und anderem zwischen 1982 und 1984 Chief Executive Officer (CEO) beziehungsweise von 1984 bis 1986 Vorstandsvorsitzender von Pilkington PE und Barr and Stroud, den Abteilungen Elektrik und Optik von Pilkington. Danach fungierte er von 1989 bis 1996 als Vorstandsvorsitzender der Krankenversicherung Western Provident Association. Er war zwei Mal verheiratet. Aus seiner am 6. Mai 1959 geschlossenen und später aufgelösten Ehe mit Sarah Anne Mitchell gingen die Tochter Charlotte Worsley und der Sohn Alastair Edward Henry Worsley hervor, der als Oberstleutnant bei den Royal Green Jackets diente sowie Forschungsexpeditionen in die Antarktis auf den Spuren der Nimrod-Expedition von Ernest Shackleton unternahm und aufgrund einer dabei erlittenen Bauchfellentzündung am 24. Januar 2016 verstarb. In zweiter Ehe heiratete Richard Worsley am 7. November 1980 Caroline Cecily Dewar, Tochter von Henry Dewar, 3. Baron Forteviot und Cynthia Monica Starkie, die bis zu ihrer Scheidung 1966 mit James Carnegie, 3. Duke of Fife verheiratet war.